# يون سوك يول
يون سوك يول (بالكورية: 윤석열) (مواليد 18 ديسمبر 1960) هو محامي كوري، ورئيس كوريا الجنوبية، بعد فوزه بفارق ضئيل في الانتخابات الرئاسية لعام 2022، وإقرار منافسه لي جاي ميونغ بالهزيمة. ولد في سول، والتحق بجامعة سول الحكومية. بصفته المدعي العام الرئيسي في كوريا الجنوبية، لعب يون دورًا رئيسيًا في إدانة الرئيسة السابقة بارك غن هي بتهمة إساءة استخدام السلطة. وهو عضو في حزب سلطة الشعب المحافظ، هزم يون مرشح الحزب الديمقراطي لي جاي ميونغ في الانتخابات الرئاسية في كوريا الجنوبية عام 2022، وتولى منصب الرئيس في 10 مايو 2022.
أعلن يون سوك يول في 3 ديسمبر 2024 تطبيق الأحكام العرفية في كوريا الجنوبية، وهي المرة الأولى التي أُعلن فيها منذ رئيس كوريا الجنوبية الخامس والدكتاتوري العسكري لتشون دو هوان في عام 1980. وبرر هذا الإجراء باتهام أعضاء الجمعية الوطنية بأنهم موالون لكوريا الشمالية؛ ومع ذلك، رفع يون هذا الإجراء بعد أن أقرت الجمعية الوطنية اقتراحًا طارئًا يلغي الإعلان بعد عدة ساعات من خطاب يون. وسط انتقادات واسعة النطاق للإعلان والاحتجاجات الجماهيرية، تم تقديم اقتراح عزل ضد يون في 4 ديسمبر في الجمعية الوطنية، على الرغم من أنه لم يصل إلى 200 صوت اللازمة للنجاح. تمت عزله بنجاح في تصويت ثانٍ في 14 ديسمبر 2024، حيث صوت 204 لصالحه، بما في ذلك أعضاء من حزبه.

## بداياته وتعليمه
وُلِد يون في يونهوي دونغ بمنطقة سيودايمون بسول عام 1960. وُلِدَ والده، يون كي جونغ في مدينة نونسان، وهو معلم متقاعد تخرج من جامعة يونسي وجامعة هيتوتسوباشي وهو الذي أسس لاحقًا الجمعية الإحصائية الكورية، وهو الآن عضو كامل العضوية في الأكاديمية الوطنية للعلوم في جمهورية كوريا.
ولدت والدته في غانغننغ وكانت محاضرة في جامعة إيهوا للإناث قبل أن تترك منصبها بعد زواجها.
التحق يون بمدرسة تشونغام الثانوية ودرس القانون في جامعة سول الحكومية. وهو زميل المحامي مون كانغ باي الذي وصف يون بأنه شخص «منفتح ومخلص».
بعد فترة وجيزة من انتفاضة غوانغجو، عقد يون وزملاؤه محاكمة صورية، حيث عمل كمدع عام، وطالب بإعدام رئيس الجمهورية تشون دو هوان، بعد المحاكمة الصورية، هرب يون إلى مقاطعة غانغوون.
تم إعفاء يون في عام 1982 من الخدمة الوطنية الإلزامية بسبب تفاوت الانكسار. وأضاف يون لاحقًا أنه لم يتمكن حتى من الحصول على رخصة قيادة بسبب مرضه.
اجتاز يون الجزء الأول من امتحان المحامين في سنته الجامعية الرابعة، لكنه رسب في الثاني. استمر في الرسوب خلال السنوات التسع اللاحقة. أسباب رسوبه غير واضحة، لكن السبب الرئيسي يُنظر إليه على نطاق واسع على أنه المحاكمة الصورية التي أجراها ضد الرئيس تشون دو هوان. ونجح أخيرًا في اجتياز امتحان نقابة المحامين في عام 1991.

## مسيرته كمدعي عام

### بداياته
بدأ يون حياته المهنية في مكتب المدعي العام في دايغو في عام 1994. وترأس الفرع الخاص وإدارة التحقيقات المركزية، وكلاهما يحقق في القضايا المتعلقة بالفساد. في عام 1999، اعتقل مساعد المفوض بارك هوي وون، الذي تورط في الفساد على الرغم من الاعتراضات القوية من البيروقراطيين في حكومة كم داي جنغ.
في يناير 2002، عمل يون لفترة وجيزة محاميًا في بي كيم أند لي، لكنه ترك العمل به لأنه شعر أنه غير مناسب لهذا المنصب. عند عودته كمدعٍ عام، قاضى شخصيات موالية لروه مو هيون مثل آهن هي جونغ وكانغ كيوم وون.
في عام 2006، ألقى القبض على شونغ مونغ كوو لتواطؤه في قضية رشوة في شركة هيونداي موتور. في عام 2008، عمل مع فريق المستشارين المستقلين لحل قضية تلاعب بأسعار الأسهم المتعلقة بالرئيس لي ميونغ باك.
في عام 2013، قاد يون فريق تحقيق خاص نظر في تورط خدمة الاستخبارات الوطنية في فضيحة التلاعب بالرأي العام في عام 2012. سعى يون إلى مقاضاة الرئيس السابق لجهاز خدمة الاستخبارات الوطنية، وون سي هون لخرقه قانون انتخاب الموظفين العموميين. واتهم وزير العدل هوانغ غيو أن بالتأثير على تحقيقه. نتيجة لذلك، تم تخفيض رتبته من مكتب المدعي العام في سول إلى مكتب المدعي العام في دايغو ودايجون.
أصبح يون لاحقًا رئيسًا للتحقيقات في فريق المدعي العام الخاص بـبارك يونغ سوو، الذي حقق في الادعاءات المتعلقة بفضيحة شوي سون سيل في عام 2016 والتي تورط بها شوي، ونائب رئيس سامسونغ لي جاي يونغ والرئيسة الكورية حينذاك بارك غن هي والذي أدى إلى سحب الثقة عن باك غن هي في سنة 2016.
في 19 مايو 2017، عين الرئيس المنتخب حديثًا مون جاي إن يون كرئيس لمكتب مدعي منطقة سول المركزية. ووجهت النيابة العامة لائحة اتهام إلى رئيسين سابقين لي ميونغ باك وبارك غن هي، وثلاثة رؤساء سابقين لجهاز خدمة الاستخبارات الوطنية، ورئيس القضاة السابق يانغ سونغ تاي وأكثر من 100 مسؤول سابق والمديرين التنفيذيين في فترة ولايته. وقاد يون أيضًا تحقيقًا عن الاحتيال المحاسبي في سامسونغ.

### منصب الادعاء العام

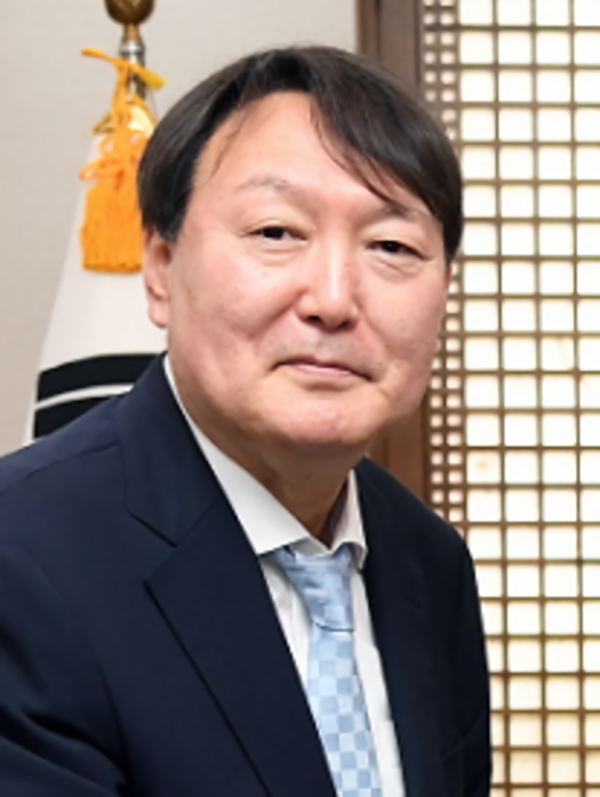
يون في 2019

في 17 يونيو 2019، تم ترشيحه لمنصب النائب العام بدلاً من مون مو إل. تم ترشيحه من قبل الحزب الديمقراطي الحاكم وحزب الديمقراطية والسلام، ولكن عارضه الحزب الوطني الكبير وحزب بارون ميري. وظل حزب العدالة الصغير على الحياد.
في 16 يوليو / تموز، تم تعيينه رسميًا في منصب المدعي العام الجديد وبدأ ولايته بعد تسعة أيام. أمره الرئيس مون بالحياد، مضيفًا أنه يجب التحقيق بدقة في أي نوع من أنواع الفساد حتى لو ارتبط بالحكومة.
لم يجر يون أي تحقيقات ضد وزير العدل تشو كوك الذي تورط في فضائح عدة. وقد رحبت المعارضة بقراره بمقضاته لكن الحزب الديمقراطي وأنصاره أدانوه.
بعد أن تم تعيين تشو مي أيي وزيرةً جديدة للعدل، اتخذت مجموعة من الاجراءات ضد العديد من المدعين العامين المقربين من يون. عزت تشو قرارها إلى إخفاق يون في تقديم خطة إعادة تنظيم لقسمه، وهو ما طلبته منه، ولكن اعتبر هذا انتقامًا من قبل البيت الأزرق لمقاضاته تشو كوك.
في أبريل / نيسان 2020، هاجم نواب الحزب الديمقراطي يون مرة أخرى ودعوه إلى الاستقالة حيث بدأت النيابة العامة تحقيقات في قضايا انتهاك لقانون الانتخابات التي تشمل سياسيين من الحزب الحاكم والمعارضة وأيضًا يشتبه في تزوير انتخابات رئاسة بلدية ألسان للعمدة سونغ تشول هو في عام 2018. من قبل كبار الأمناء في البيت الأزرق.

### إيقافه، عودته، إستقالته
في 24 نوفمبر 2020، أوقفت وزيرة العدل تشو مي أيي يون من منصبه، متذرعةً بانتهاكات أخلاقية مزعومة وإساءة استخدام السلطة والتدخل في التحقيقات مع شركائه وأفراد أسرته. قدم يون أمرًا قضائيًا ضد قرار الوزيرة ايقافه عن الخدمة، والذي تمت الموافقة عليه من قبل محكمة سول الإدارية في 1 ديسمبر، وقف تعليقه عن الخدمة مؤقتًا. في 16 ديسمبر / كانون الأول، فرضت وزارة العدل تعليقًا على يون لمدة شهرين، ووافقت على أربعة من ست تهم رئيسية لاتخاذ إجراءات تأديبية. ووافق الرئيس مون على القرار لاحقًا. ومع ذلك، في 24 ديسمبر، بعد أمر قضائي تم رفعه في محكمة سول الإدارية، تم إلغاء توقيفه عن الخدمة لأن المحكمة قبلت مطالبة يون بأن عملية توقيفه كانت غير عادلة.
في 4 مارس 2021، قدم يون استقالته وقبلها الرئيس مون.

## الانتخابات الرئاسية 2022
كان يُعتبر يون مرشحًا رئاسيًا محتملاً للانتخابات الرئاسية لعام 2022 منذ أعقاب فضيحة تشو كوك، حيث ظهر كمرشح مهم في استطلاعات الرأي للانتخابات العامة منذ يناير 2020 على الأقل. حيث احتل المرتبة الأولى كالأكثر حظاً للفوز بنسبة 30.4% من الأصوات، أي أكثر من الدعم الفردي للمرشحين الأولين للحزب الديمقراطي الحاكم لي جاي ميونغ ولي ناك يون.
في 29 يونيو 2021، أعلن يون رسميًا عن ترشحه للانتخابات الرئاسية لعام 2022. في 12 يوليو، سجل في المفوضية الوطنية للانتخابات كمرشح مستقل.

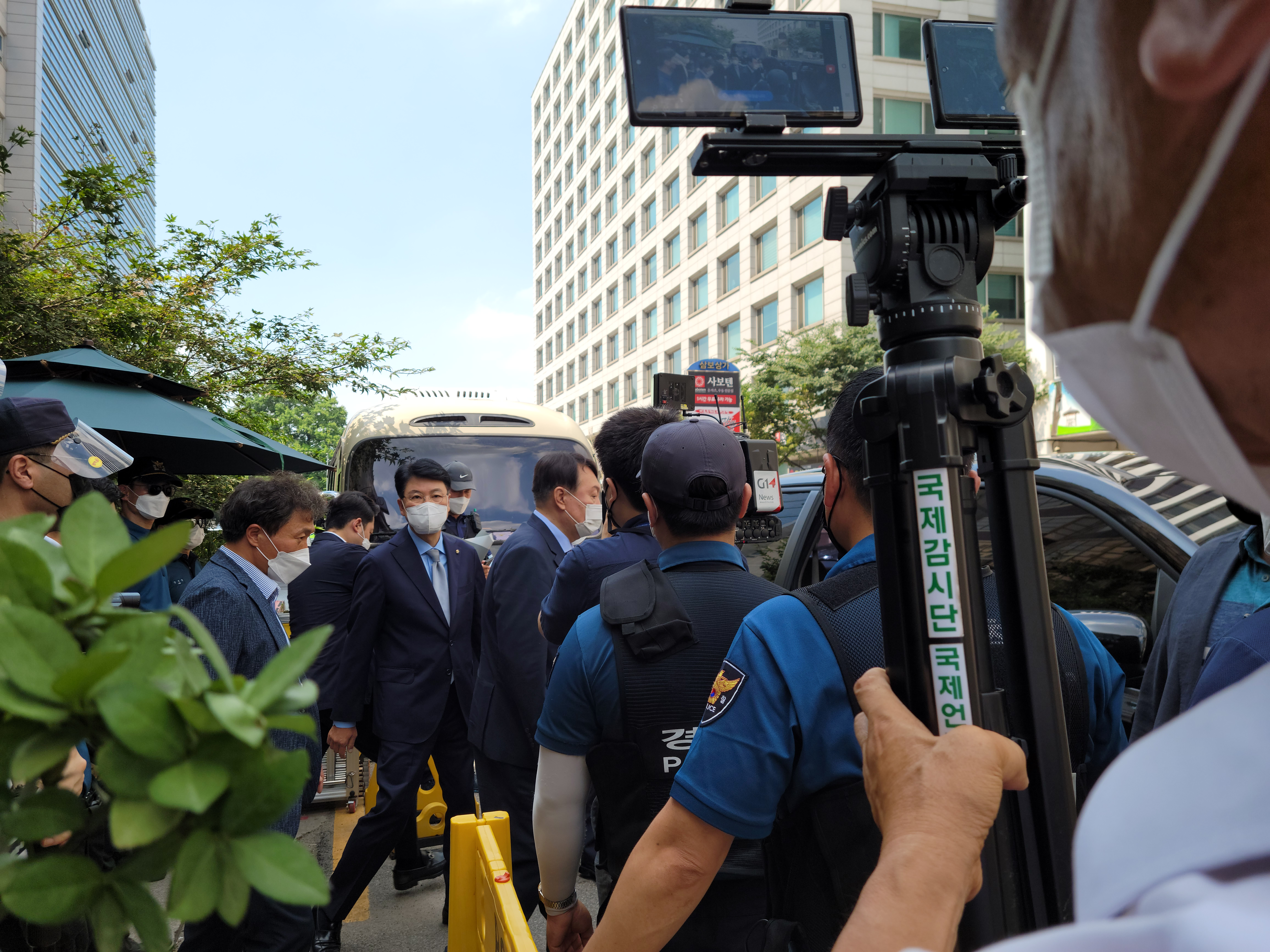
يون سوك يول يغادر مقر حزب سلطة الشعب المحافظ بعد وقت قصير من إعلان انضمامه للحزب في 30 يوليو 2021

في 30 يوليو 2021، انضم يون رسميًا إلى حزب سلطة الشعب المحافظ، والذي يعد حاليًا حزب المعارضة الرئيسي في كوريا الجنوبية. قبل ذلك، كان يون سياسيًا مستقلاً، على الرغم من أن دعمه الشعبي جاء في المقام الأول من المحافظين. تم استقبال يون في حزب سلطة الشعب من قبل تشوي جاي هيونغ، المرشح الرئاسي الزميل في 2022، في حفل عام صغير في مقر حزب سلطة الشعب الواقع في المنطقة التجارية يوييدو، سول. تشوي كان الرئيس السابق لمجلس التدقيق والتفتيش وانضم مؤخرًا هو كذلك إلى حزب سلطة الشعب، بعد أن أصبح رسميًا عضوًا في 15 يوليو. لم تشمل مراسم الترحيب التي أقيمت ليون في حزب سلطة الشعب بشكل لافت زعيم الحزب المنتخب مؤخرًا لي جون سيوك، والذي كان خارج سول في ذلك الوقت.
خلال فترة الانتخابات التمهيدية، تعرض يون لانتقادات بسبب العديد من الزلات والتصريحات المثيرة للجدل. في يوليو، أيد يون نظام الـ120 ساعة عمل في الأسبوع بينما كان ينتقد سياسة الرئيس مون الخاصة بعدد ساعات العمل الأسبوعية التي يبلغ أقصى حد لها 52 ساعة. دعا يون إلى تحرير معايير سلامة الغذاء لأنه، في رأيه، «يجب السماح للفقراء بتناول طعام دون المستوى المطلوب بأسعار أقل»، مستشهداً بكتاب الخبير الاقتصادي ميلتون فريدمان عام 1980 «حرية الاختيار: رأي شخصي» كمصدر إلهام للفكرة. في أغسطس، صرح يون أن الحركة النسوية الحديثة في كوريا الجنوبية كانت عاملاً هامًا مساهمًا في مسألة معدلات المواليد المنخفضة في البلاد. وفي وقت لاحق من نفس الأسبوع، ادعى يون خلال مقابلة مع بوسان إيلبو أنه «لم يكن هناك أي تسرب إشعاعي» من كارثة فوكوشيما النووية لأن «المفاعلات نفسها لم تنهار».
في 2 سبتمبر 2021، أفاد موقع "News verse" الإخباري أنه خلال فترة عمله كمدعي عام، زُعم أن يون أمر مدعِ عام وسياسي بتقديم شكاوى جنائية ذات دوافع سياسية ضد سياسيي الحزب الديمقراطي قبل الانتخابات التشريعية لعام 2020 في محاولة للتأثير على الانتخابات. وزعم المقال أن يون أمر المدعي العام الكبير سون جون سونغ بتقديم شكاوى جنائية ضد مرشحي الحزب الديمقراطي المعارض وأمر عضو الجمعية الوطنية عن حزب سلطة الشعب كيم وونغ بتقديم شكاوى جنائية ضد سياسيّ الحزب الديمقراطي والصحفيين المقربين من الحزب قبل انتخابات 2020. رداً على الادعاءات، بدأ مكتب المدعي العام تحقيقاً داخلياً، وفتح التحقيق من قبل مكتب التحقيق في الفساد الذي تم تشكيله حديثاً لكبار المسؤولين.
نفى يون هذه المزاعم، ورداً على الادعاءات والتحقيق، أفاد المخبر تشو سونغ إيون ومدير خدمة الاستخبارات الوطنية بارك جي وون لرئيس قسم المعلومات. بعد وقت قصير من نشر هذه الادعاءات، ارتفع دعم المنافس الرئيسي لحزب سلطة الشعب هونغ جون بيو، الذي كان مرشحًا لسلف حزب سلطة الشعب، من الحزب الوطني الكبير في الانتخابات الرئاسية لعام 2017، بشكل حاد في استطلاعات الرأي، مما جعل هونغ المنافس الأكثر أهمية ليون منذ البداية. من دورة الحملة. أظهر استطلاع للرأي أجري في 6 سبتمبر من جميع الأحزاب أن التأييد لهونغ بلغ 13.6٪، ارتفاعًا من 4.2% في الأسبوع السابق، خلف يون الذي حصل على دعم عند 26.4٪.

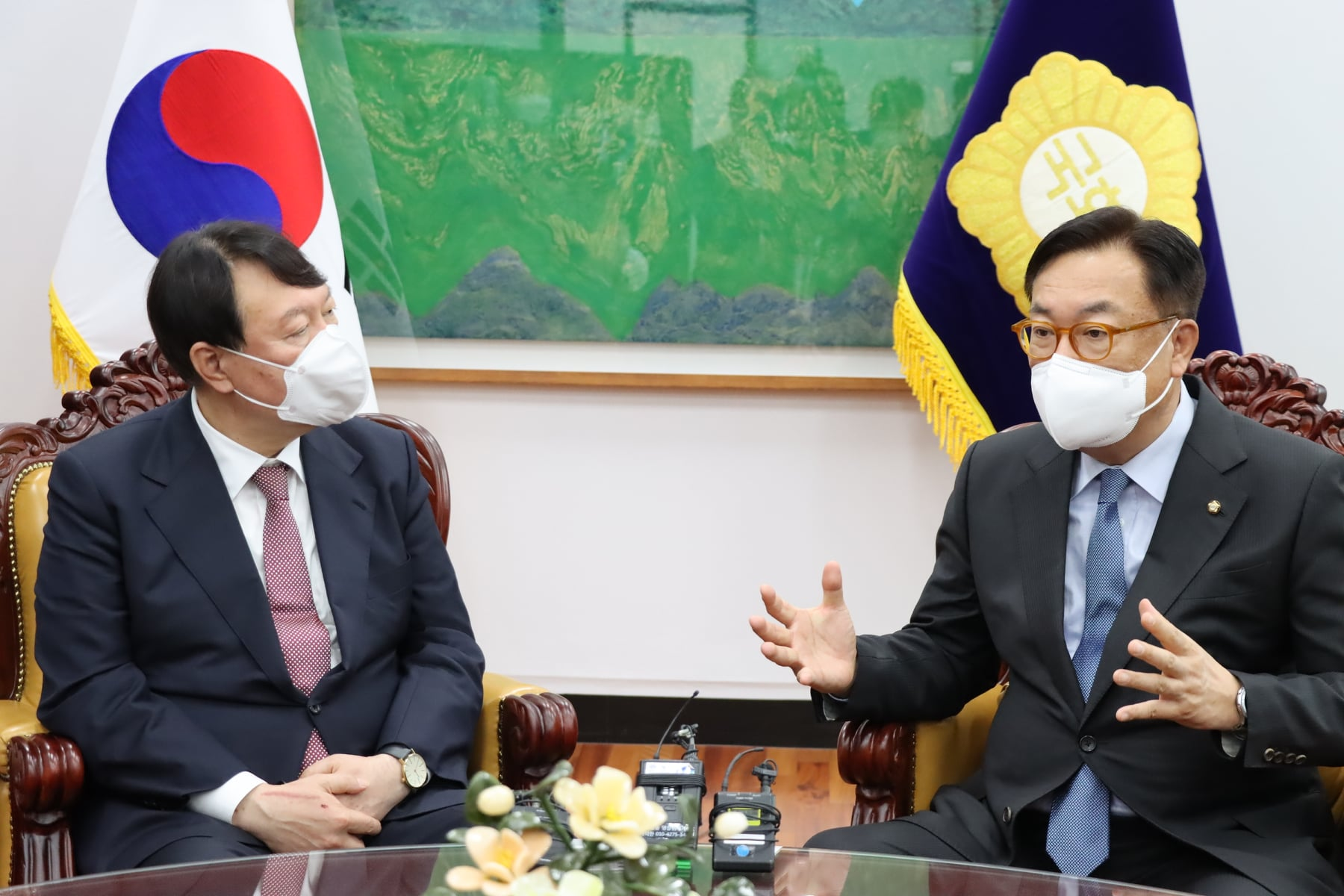
يون مع تشونغ سوك في نوفمبر 2021

خلال مناظرة أولية جرت في الأول من أكتوبر بين جميع المرشحين للرئاسة من حزب سلطة الشعب، ظهر على راحة يد يون اليسرى رمز هانجا لكلمة «الملك» (هانجا:王)، وهي تميمة لجلب الحظ غالبًا ما يتم تدوينها بناءً على نصيحة مقدمة من شامان. بعد ذلك بوقت قصير، أنتشر على نطاق واسع نبأ أن يون كان لديه العلامة على يده أيضًا خلال المناظرتين السابقتين. انتقد خصوم يون الأساسيون، بما في ذلك هونغ جون بيو ويو سيونغ مين، يون لاستخدامها ممارسات الشامانية وأجروا مقارنات غريبة مع فضيحة تشوي سون سيل التي سمحت فيها الرئيسة بارك غن هي للشامان بالتأثير غير المبرر على قراراتها التنفيذية. رداً على الانتقادات، صرح يون أن «أحد المؤيدين رسم ذلك كرسالة دعم، وشجعني على أن أكون واثقًا مثل» الملك«أثناء المناقشة»، وأنه نسي غسل العلامة من على يده.
في أكتوبر، أدلى يون بتصريحات تحمل المدح بشأن الدكتاتور العسكري اليميني المتطرف السابق لكوريا الجنوبية تشون دو هوان. جاءت هذه التصريحات خلال اجتماع مع مسؤولي حزب سلطة الشعب في بوسان، قال خلاله يون إن «الكثير من الناس لا يزالون يعتبرون أن تشون كان جيدًا في السياسة، باستثناء الانقلاب العسكري وانتفاضة غوانغجو»، مضيفًا في وقت لاحق أنه يعتقد أن الناس في هونام، شعروا بنفس الشعور. تشون دو هوان، وهو شخصية موصومة على نطاق واسع في كوريا الجنوبية، مسؤولاً عن العديد من انتهاكات حقوق الإنسان، بما في ذلك تعذيب وقتل المدنيين الأبرياء. يون اعتذر عن هذه التصريحات. ومع ذلك، بعد وقت قصير من اعتذاره، نشر يون صورة على حسابه على إنستغرام قام فيها بإطعام تفاحة لكلبه؛ نظرًا لأن كلمتا «تفاحة» و «اعتذار» هي كلمات متشابهة في اللغة الكورية من حيث الكتابة ("사과")، فقد تم تفسير ذلك على أنه بيان ساخر على اعتذاره السابق. انتقد المرشحون الثلاثة المتبقون في الانتخابات التمهيدية لحزب سلطة الشعب تصريحاته حول تشون وكذلك المنشور على إنستغرام. اعتذر يون مرة أخرى عن تصريحاته وفي 10 نوفمبر زار مقبرة 18 مايو الوطنية في غوانغجو، وقوبِلت زيارته بمظاهرات.
في 5 نوفمبر 2021، فاز يون رسميًا بترشيح حزب سلطة الشعب لانتخابات 2022 الرئاسية. جاء الفوز بعد أن تصدى يون لإرتفاع شعبية المرشح المنافس هونغ جون بيو في الأسابيع الأخيرة من الانتخابات التمهيدية. نتج الترشيح عن فترة أربعة أيام للتصويت من قبل أعضاء الحزب والجمهور العام. حصل يون سوك يول على 47.85% من الأصوات، بإجمالي 347,963 صوتًا، ومن المرشحين المتبقين حصل هونغ جوون بيو على 41.50% من الأصوات، وفاز يوو سيونغ مين بـ7.47% من الأصوات، وفاز وون هي ريونغ بـ3.17% من الأصوات.
فاز يون بفارق ضئيل في الانتخابات الرئاسية لعام 2022 التي جرت في 9 مارس 2022. وأقر مرشح الحزب الديمقراطي لي جاي ميونغ بالهزيمة في الساعات الأولى من اليوم التالي.

## المواقف السياسية

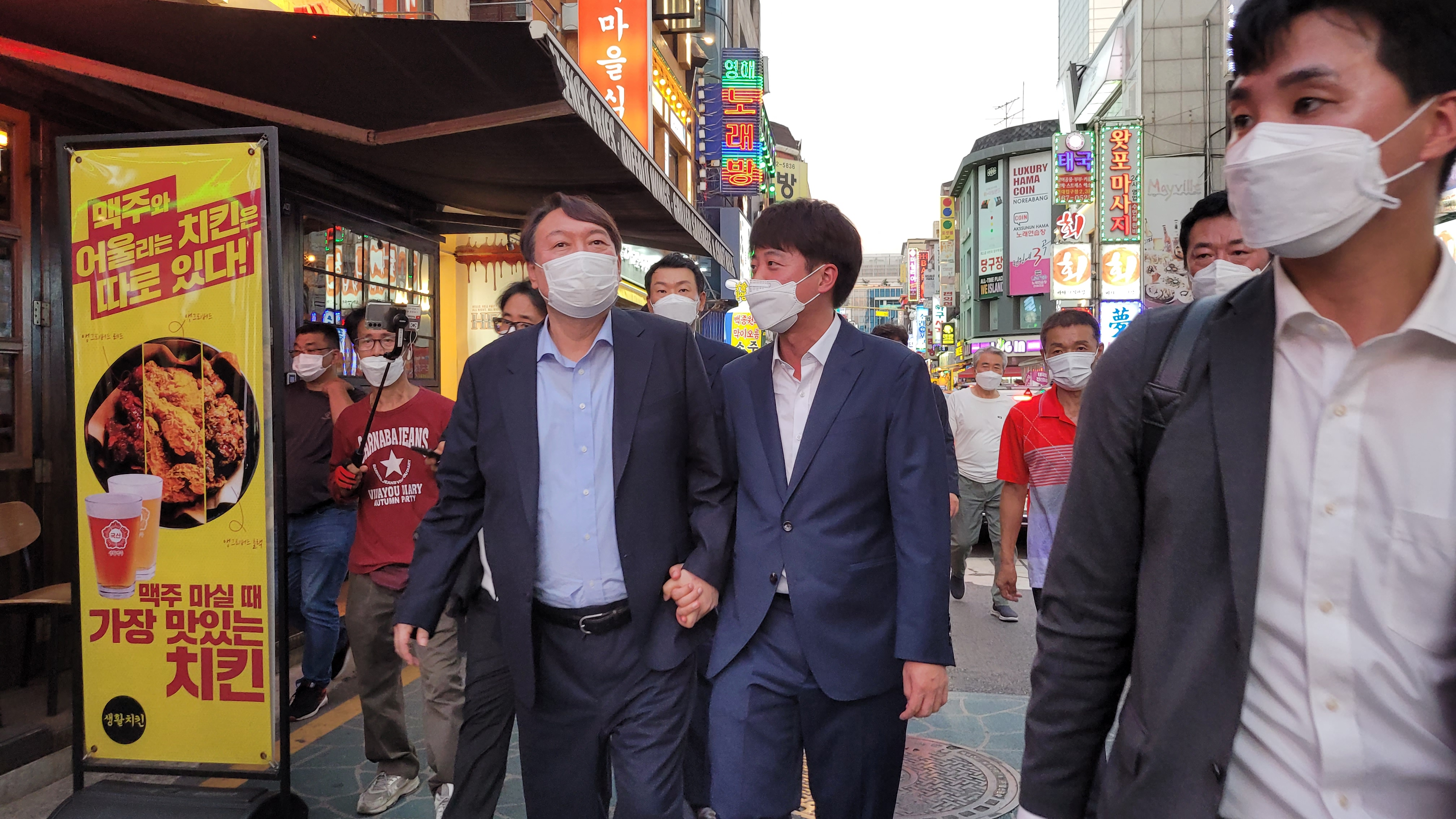
يون سوك يول (على اليسار) مع زعيم حزب سلطة الشعب لي جون سيوك (على اليمين)

يعرّف يون نفسه بأنه «محافظ». اعتبر تشونغ دو أون، العضو المحافظ السابق بالبرلمان، أن يون محافظ. وصف المعلق السياسي تشين جونغ كون، الذي يدعم يون، ميوله السياسية بـ «الليبرتارية».
وصفه منتقدو يون بأنه يميني شعبوي. ووصفه سيم سانغ جونغ، المرشح الرئاسي لعامي 2017 و 2022 عن حزب العدالة من يسار الوسط، حزب سلطة الشعب بزعامة يون بأنه «شعبوي يميني متطرف». كما وصفه كيم دونغ يون، وزير المالية السابق والمرشح المستقل للرئاسة لعام 2022 الذي قدم نفسه كنموذج عن الرئيس الفرنسي الوسطي إيمانويل ماكرون، واصِفًا يون بأنه «شعبوي». يرفض يون التسمية الشعبوية، ووصف خصمه الرئيسي في انتخابات 2022، مرشح الحزب الديمقراطي لي جاي ميونغ، بأنه «شعبوي».
يون يعارض تدخل الدولة في الاقتصاد. وقد قال عن العالم الاقتصادي ميلتون فريدمان وكتابه الصادر سنة 1980 «حرية الاختيار: رأي شخصي» بوصفهما مؤثراً رئيسياً على إيمانه بالليبرالية الاقتصادية.
في 22 سبتمبر 2021، صرح يون أنه سيطلب من الولايات المتحدة إعادة نشر أسلحة نووية تكتيكية في كوريا الجنوبية إذا كان هنالك أي تهديد من كوريا الشمالية. لم تنشر الولايات المتحدة أسلحة نووية في كوريا الجنوبية منذ أوائل التسعينيات، بعد اتفاق مع روسيا وفي محاولة لتخفيف التوترات بين الكوريتين. وفي حديثه نيابة عن الولايات المتحدة، رفض نائب مساعد وزير الخارجية الأمريكي لشؤون اليابان وكوريا مارك لامبرت دعوة يون لإعادة الأسلحة النووية لكوريا الجنوبية وقال إن الاقتراح يتعارض مع السياسة الأمريكية. ووصف تشاو لي جيان، المتحدث باسم وزارة الخارجية الصينية، بيان يون بأنه «غير مسؤول».
في 7 نوفمبر 2021، صرح يون أنه إذا تم انتخابه رئيسًا فسوف يعفو عن الرئيسين السابقين لي ميونغ باك وبارك غن هي، وكلاهما كان يقضي عقوبة سجن طويلة بتهمة الفساد (تم العفو عن بارك جيون هاي في وقت لاحق من قبل الرئيس مون جاي - في 24 ديسمبر من نفس العام). وفي 12 نوفمبر 2021، أشار يون إلى أنه سيكون منفتحًا على المزيد من عمليات النشر لمنظومة الدفاع الجوي الأمريكية ثاد في كوريا الجنوبية.
في 30 نوفمبر 2021، قال يون إنه سيلغي نظام الـ52 ساعة عمل كحد أقصى في الأسبوع وكذلك الحد الأدنى للأجور إذا أصبح رئيسًا. وفي 7 يناير 2022 كتب على صفحته على فيسبوك «ألغوا وزارة المرأة والأسرة». وقد لقي المنشور تجاوبا جيدا من قبل «إيدنام»، فيما انتقدته المنظمات النسوية ووصفته بـ «سياسة الكراهية». وقد وُصف بأنه «معادٍ للنسوية»، وادعى أن النساء الكوريات الجنوبيات لا يعانين من التمييز المؤسسي، على الرغم مما وصفته صحيفة الغارديان بأنه «دليل ضخم على عكس ذلك».

## حياته الشخصية
يون متزوج من كيم كون هوي منذ عام 2012. وهي رئيسة شركة متخصصة في المعارض الفنية.